# فريدريك وينتيرز
فريدريك وينتيرز (بالإنجليزية: Frederick Winters)‏ هو رباع أمريكي، (و. 1872  م).

## وصلات خارجية
- فريدريك وينتيرز على موقع أوليمبيديا (الإنجليزية)